# Argyrogrammana
Genre
Argyrogrammana est un genre néotropical de lépidoptères (papillons) de la famille des Riodinidae.

## Systématique
Le genre Argyrogrammana a été décrit par Embrik Strand en 1932.

## Morphologie
Les espèces du genre Argyrogrammana sont des papillons de taille petite à moyenne.

## Distribution
Ils résident tous en Amérique en zone tropicale.

## Liste des espèces
- Argyrogrammana alstonii (Smart, 1979) — présent en Guyane et à Trinité-et-Tobago
- Argyrogrammana amalfreda (Staudinger, [1887]) — présent au Pérou
- Argyrogrammana aparamilla Hall & Willmott, 1995 — présent en Équateur
- Argyrogrammana barine (Staudinger, [1887]) — présent au Costa Rica, en Colombie et en Équateur
- Argyrogrammana bonita Hall & Willmott, 1995 — présent en Équateur
- Argyrogrammana caelestina Hall & Willmott, 1995 — présent en Colombie, en Équateur et au Pérou
- Argyrogrammana caesarion Lathy, 1958 — présent au Brésil
- Argyrogrammana celata Hall & Willmott, 1995 — présent en Équateur
- Argyrogrammana chicomendesi Gallard, 1995 — présent en Guyane
- Argyrogrammana crocea (Godman & Salvin, 1878) — présent au Costa Rica, au Nicaragua, à Panama et en Équateur
- Argyrogrammana denisi Gallard, 1995 — présent en Guyane
- Argyrogrammana glaucopis (Bates, 1868) — présent en Guyane, en Équateur au Pérou et au Brésil
- Argyrogrammana johannismarci Brévignon, 1995 — présent en Guyane, en Équateur et au Pérou
- Argyrogrammana leptographia (Stichel, 1911) — présent au Costa Rica, en Équateur et en Colombie
- Argyrogrammana natalita Hall & Willmott, 1995 — présent en Équateur
- Argyrogrammana nurtia (Stichel, 1911) — présent en Guyane, en Bolivie, et au Pérou
- Argyrogrammana occidentalis (Godman & Salvin, [1886]) — présent en Guyane, en Colombie et à Trinité-et-Tobago
- Argyrogrammana pacsa Hall & Willmott, 1998 — présent en Équateur
- Argyrogrammana pastaza Hall & Willmott, 1996 — présent en Équateur et au Pérou
- Argyrogrammana physis (Stichel, 1911) — présent en Guyane, en Colombie, en Équateur, au Brésil et au Pérou
- Argyrogrammana placibilis (Stichel, 1910) — présent en Guyane, au Brésil, et au Pérou
- Argyrogrammana praestigiosa (Stichel, 1929) — présent en Guyane
- Argyrogrammana pulchra (Talbot, 1929) — présent en Colombie
- Argyrogrammana rameli (Stichle, 1930) — présent en Guyane, en Équateur, au Pérou et au Brésil
- Argyrogrammana saphirina (Staudinger, [1887]) — présent à Panama et en Équateur
- Argyrogrammana sebastiani Brévignon, 1995 — présent en Guyane
- Argyrogrammana stilbe (Godart, [1824]) — présent au Mexique, en Guyane, en Colombie, en Bolivie, en Équateur et au Brésil
- Argyrogrammana sticheli (Talbot, 1929) — présent en Guyane
- Argyrogrammana subota (Hewitson, 1877) — présent en Équateur
- Argyrogrammana sublimis Brévignon & Gallard, 1995 — présent en Guyane, au Costa Rica, en Équateur et au Brésil
- Argyrogrammana talboti Brévignon & Gallard, 1998 — présent en Guyane et au Brésil
- Argyrogrammana trochilia (Westwood, 1851) — présent en Guyane, en Colombie et en Bolivie
- Argyrogrammana venilia (Bates, 1868) — présent en Guyane, en Équateur et au Brésil